# Chalcopharis lansbergei
Chalcopharis lansbergei är en skalbaggsart som beskrevs av Raffaello Gestro 1876. Chalcopharis lansbergei ingår i släktet Chalcopharis och familjen Cetoniidae. Utöver nominatformen finns också underarten C. l. violacea.